# EHF Cup Winners’ Cup vrouwen 2006/07
De EHF Cup Winners's Cup 2006/07 is een Europees handbaltoernooi dat wordt georganiseerd door de Europese Handbalfederatie (EHF).

## Deelnemers
| Vanuit de Champions League 2006/07 | Vanuit de Champions League 2006/07 | Vanuit de Champions League 2006/07 | Vanuit de Champions League 2006/07 |
| ---------------------------------- | ---------------------------------- | ---------------------------------- | ---------------------------------- |
| Cem. la Union-Ribarroja            | Budapest Bank-FTC                  | Byasen HB Elite                    | Podravka Vegeta, Koprivnica        |
| Derde ronde                        |                                    |                                    |                                    |
| GOG Svendborg TGI                  | Havre HAC                          | 1. FC Nürnberg                     | Gjerpen Handball Skien             |
| RK Lasta Radnicki Petrol Beograd   |                                    |                                    |                                    |
| Tweede ronde                       |                                    |                                    |                                    |
| MGA Handball Wien                  | ABU Baku                           | DHW Antwerpen                      | ZRK Tvin Trgocentar, Virovitica    |
| SPE Kefalovrisos                   | AKABA BeraBera                     | A.C. Ormi School Patras            | Cornexi Alcoa-HSB Holding          |
| Haukar Hafnarfjördur               | Bnai Herzliya                      | HC Teramo 2002 Femminile           | KH Kosovo Vushtrri                 |
| Ambalaza Kabran                    | HV Beeker Fusie Club               | MKS Zaglebie Lubin                 | CD Gil Eanes/Lagos                 |
| C.S. Oltchim RM                    | Astrakhanochka Astrakhan           | LC Brühl Handball                  | HK Slovan Duslo Sala               |
| Önnereds HK                        | Spartak Kiev                       |                                    |                                    |

## Kwalificatie ronde

### Tweede ronde
| Team 1                   | Totaal  | Team 2                    | 1       | 2       |
| ------------------------ | ------- | ------------------------- | ------- | ------- |
| ZRK Tvin Trgocentar      | 88 – 41 | KH Kosovo Vushtrri        | 49 – 23 | 39 – 18 |
| Ambalaza Kabran          | 43 – 81 | HK Slovan Duslo Sala      | 21 – 45 | 22 – 36 |
| Astrakhanochka Astrakhan | 53 – 37 | CD Gil Eanes/Lagos        | 29 – 14 | 26 – 23 |
| DHW Antwerpen            | 25 – 94 | C.S. Oltchim RM Valcea    | 11 – 47 | 14 – 47 |
| HC Teramo 2002 Femminile | 36 – 46 | LC Brühl Handball         | 18 – 24 | 18 – 22 |
| Haukar Hafnarfjördur     | 48 – 53 | Cornexi Alcoa-HSB Holding | 26 – 31 | 22 – 22 |
| A.C. Ormi School Patras  | 60 – 44 | Önnereds HK               | 32 – 23 | 28 – 21 |
| SPE Kefalovrisos         | 46 – 64 | MGA Handball Wien         | 25 – 37 | 21 – 27 |
| AKABA BeraBera           | 74 – 33 | HV Beeker Fusie Club      | 42 – 17 | 32 – 16 |
| ABU Baku                 | 54 – 54 | MKS Zaglebie Lubin        | 27 – 25 | 27 – 29 |
| Spartak Kiev             | 65 – 39 | Bnai Herzliya             | 26 – 17 | 39 – 22 |

### Derde ronde
| Team 1                           | Totaal  | Team 2                   | 1       | 2       |
| -------------------------------- | ------- | ------------------------ | ------- | ------- |
| AKABA BeraBera                   | 58 – 46 | LC Brühl Handball        | 33 – 30 | 25 – 16 |
| GOG Svendborg TGI                | 56 – 50 | HK Slovan Duslo Sala     | 26 – 25 | 30 – 25 |
| A.C. Ormi School Patras          | 46 – 59 | Gjerpen Handball Skien   | 25 – 21 | 21 – 38 |
| Havre HAC                        | 51 – 37 | ABU Baku                 | 27 – 19 | 24 – 18 |
| Cornexi Alcoa-HSB Holding        | 48 – 65 | C.S. Oltchim RM          | 25 – 25 | 23 – 40 |
| ZRK Tvin Trgocentar              | 62 – 57 | Spartak Kiev             | 32 – 31 | 30 – 26 |
| RK Lasta Radnicki Petrol Beograd | 52 – 67 | Astrakhanochka Astrakhan | 30 – 36 | 22 – 31 |
| MGA Handball Wien                | 23 – 94 | 1. FC Nürnberg           | 14 – 44 | 09 – 50 |

### Vierde ronde
| Team 1                 | Totaal  | Team 2                   | 1       | 2       |
| ---------------------- | ------- | ------------------------ | ------- | ------- |
| AKABA BeraBera         | 50 – 53 | Astrakhanochka Astrakhan | 29 – 24 | 21 – 29 |
| 1. FC Nürnberg         | 53 – 60 | C.S. Oltchim RM Valcea   | 27 – 29 | 26 – 31 |
| Havre HAC              | 49 – 53 | GOG Svendborg TGI        | 26 – 27 | 23 – 26 |
| Gjerpen Handball Skien | 60 – 53 | ZRK Tvin Trgocentar      | 31 – 25 | 29 – 28 |

## Hoofdronde

### Kwartfinale
| Team 1                  | Totaal  | Team 2                   | 1       | 2       |
| ----------------------- | ------- | ------------------------ | ------- | ------- |
| Podravka Vegeta         | 53 – 61 | C.S. Oltchim RM          | 32 – 27 | 21 – 34 |
| Byasen HB Elite         | 65 – 47 | Astrakhanochka Astrakhan | 30 – 28 | 35 – 19 |
| Cem. la Union-Ribarroja | 55 – 49 | Gjerpen Handball Skien   | 30 – 21 | 25 – 28 |
| GOG Svendborg TGI       | 48 – 57 | Budapest Bank-FTC        | 29 – 29 | 19 – 28 |

### Halve finale
| Team 1          | Totaal  | Team 2                  | 1       | 2       |
| --------------- | ------- | ----------------------- | ------- | ------- |
| C.S. Oltchim RM | 64 – 50 | Budapest Bank-FTC       | 36 – 23 | 28 – 27 |
| Byasen HB Elite | 59 – 59 | Cem. la Union-Ribarroja | 29 – 29 | 30 – 30 |

### Finale
| Team 1          | Totaal | Team 2          | 1     | 2     |
| --------------- | ------ | --------------- | ----- | ----- |
| Byasen HB Elite | 53–59  | C.S. Oltchim RM | 24–30 | 29-29 |